# Garrett Brown
Garrett Brown é um cinegrafista estadunidense, criador da Steadicam.